# 네리그리사르
네리그리사르 (바빌로니아 설형문자:   네르갈-샤르-우수르 또는 네르갈-샤라-우수르, "네르갈, 왕을 보호하소서"라는 뜻)는 기원전 560년 왕위를 찬탈한 때부터 기원전 556년 사망할 때까지 통치했던 신바빌로니아 제국의 네 번째 왕이다. 이전 바빌론 왕들과는 혈연관계가 없으며, 아마도 아람인 혈통일 가능성이 있다. 네부카드네자르 2세의 통치(재위 기원전 605년–562년) 기간 동안 저명한 관료이자 장군이었고, 네부카드네자르의 딸들 중 한 명, 아마도 카샤야와 결혼하면서 더욱 영향력을 키웠다.
네부카드네자르의 후계자는 아들인 아멜-마르두크였으나, 아멜-마르두크의 통치는 불과 2년 만에 네리그리사르가 바빌론 왕위를 찬탈하고 그를 살해하면서 끝났다. 네부카드네자르의 딸과의 결혼을 통해 네리그리사르는 비록 정통 왕가의 일원은 아니었지만, 더 부유하고 확고한 왕실 파벌을 대표했을 수도 있다.
네리그리사르의 통치 중 가장 잘 기록된 사건은 기원전 557년–556년에 킬리키아에 있는 작은 왕국의 왕 아푸와슈에 맞서 아나톨리아에서 성공적으로 수행한 군사 작전이다. 네리그리사르는 아푸와슈의 수도 우라와 다른 도시인 키르슈를 성공적으로 점령한 후, 인근 섬에 대한 수륙 양용 공격을 감행하고 리디아와의 서쪽 국경에 있는 산악 통로를 황폐화시켰다. 승리 후 바빌로니아로 돌아온 직후, 네리그리사르는 기원전 556년 4월에 사망했다. 그의 아들 라바시-마르두크가 왕위를 계승했지만, 불과 세 달도 되지 않아 나보니두스에게 왕위를 빼앗기고 살해되었다.

## 배경

### 네부카드네자르의 통치

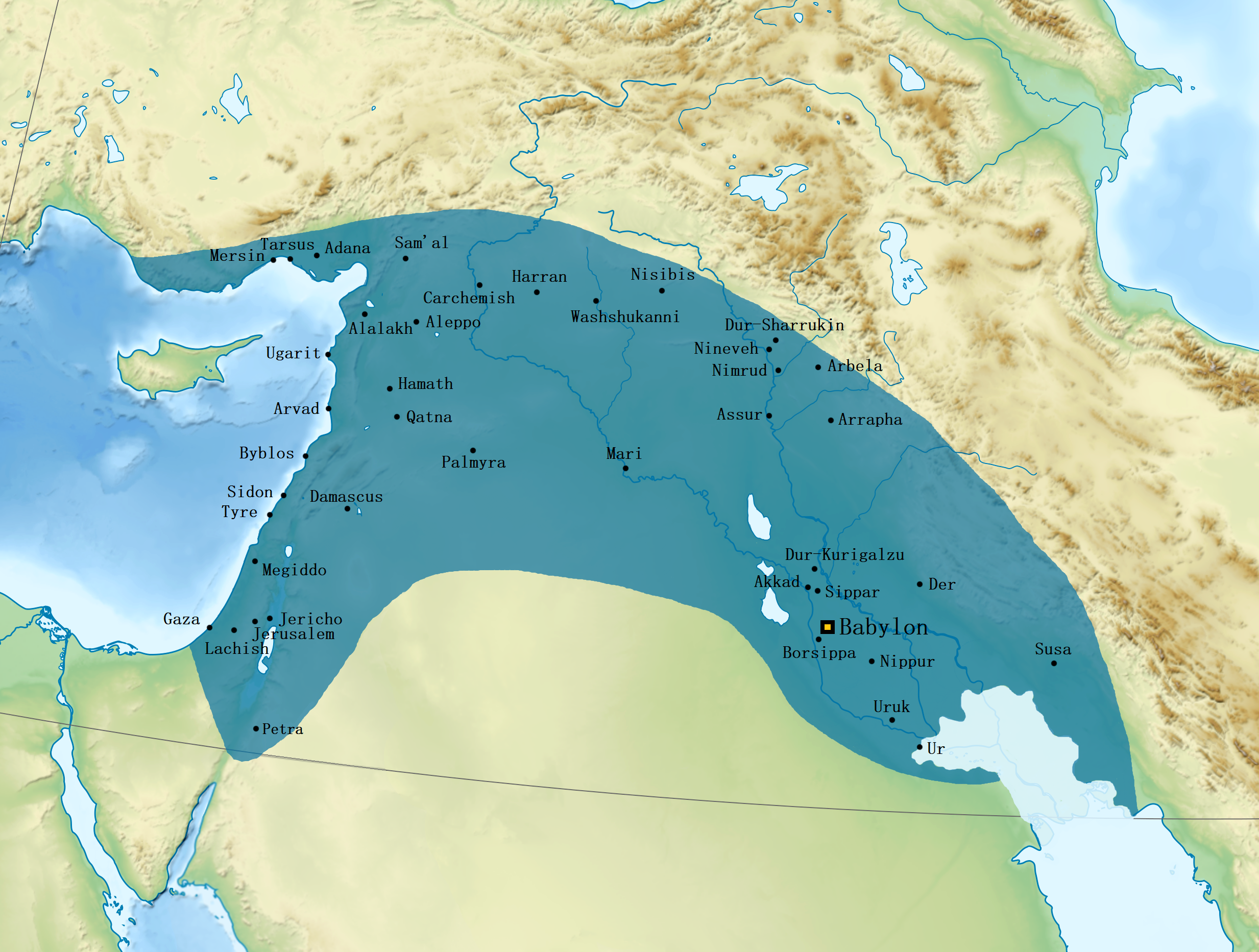
네부카드네자르 2세 치하의 신바빌로니아 제국

신바빌로니아 제국은 두 번째 왕인 네부카드네자르 2세(재위 기원전 605년–562년)의 때에 정점에 도달했다. 그의 통치 기간 동안 제국은 영토와 군대를 통합하고, 네부카드네자르의 아버지인 나보폴라사르(재위 기원전 626년–605년)가 정복한 신아시리아 제국의 영토에 대한 패권을 확립했다. 네부카드네자르는 통치 기간 내내 바빌로니아 전역에 걸쳐 광범위한 건축 프로젝트에 많은 시간과 자원을 쏟았으며, 주로 수도인 바빌론에 집중했다. 그러나 지출로 인해 왕실 재정이 점점 더 압박을 받으면서 지역 상인들은 더 부유해졌고, 정치에 목소리를 점점 키워나갔다.
네리그리사르 자신의 비문에 따르면, 그는 벨-슘-이쉬쿤 (Bêl-šum-iškun)이라는 이름의 남자의 아들이었다. 이는 아마도 나부-에피르-라아 (Nabû-ēpir-la'î)의 아들인 벨-슘-이쉬쿤과 동일 인물일 가능성이 높다. 이들의 수입은 네부카드네자르와 왕의 딸 중 한 명인 카샤야의 수입과 함께 바빌론 경제 문서에 기록되어 있다. 네리그리사르와 벨-슘-이쉬쿤은 제국의 여러 관료들을 기록한 또 다른 왕실 문서에도 나열되어 있으며, 이 문서에서 네리그리사르는 심마기르 관료로, 벨-슘-이쉬쿤은 푸쿠두 주 출신으로 기록되어 있다. 네리그리사르와 그의 아버지 모두 푸쿠두 씨족의 아람인이었을 수 있다 (벨-슘-이쉬쿤이 출신한 주와 이름이 같음).
네리그리사르는 네부카드네자르의 통치 기간 동안 활발한 사업가이자 지주였다. 그는 시파르에서 나부-아헤-잇디나라는 파산한 남자로부터, 그리고 이디나-마르두크(Iddina-Marduk)라는 부유한 은행가로부터 재산을 매입했다고 기록되어 있다. 시파르 외에도 네리그리사르는 우루크에도 영지를 소유했다. 시파르에 거주했다는 점, 그리고 기원전 565년/564년에 오피스에 있었다는 기록으로 미루어 볼 때, 네리그리사르는 북쪽으로부터의 공격으로부터 바빌론을 보호하기 위한 네부카드네자르의 메디아 방벽 건설에 참여했을 가능성이 있다. 부유한 지주 외에도 네리그리사르는 심마기르로서 네부카드네자르의 주요 관리 중 한 명이었다. 네부카드네자르의 군사 작전 동안 네리그리사르는 라브 마그(rab māg) 계급의 장교로 복무했다. 그는 성경에서 기원전 597년 네부카드네자르의 예루살렘 공방전에 참석했다고 묘사된 "네르갈샤레세르"와 동일 인물일 수도 있다. (예레미야 39:13).

### 왕위 계승

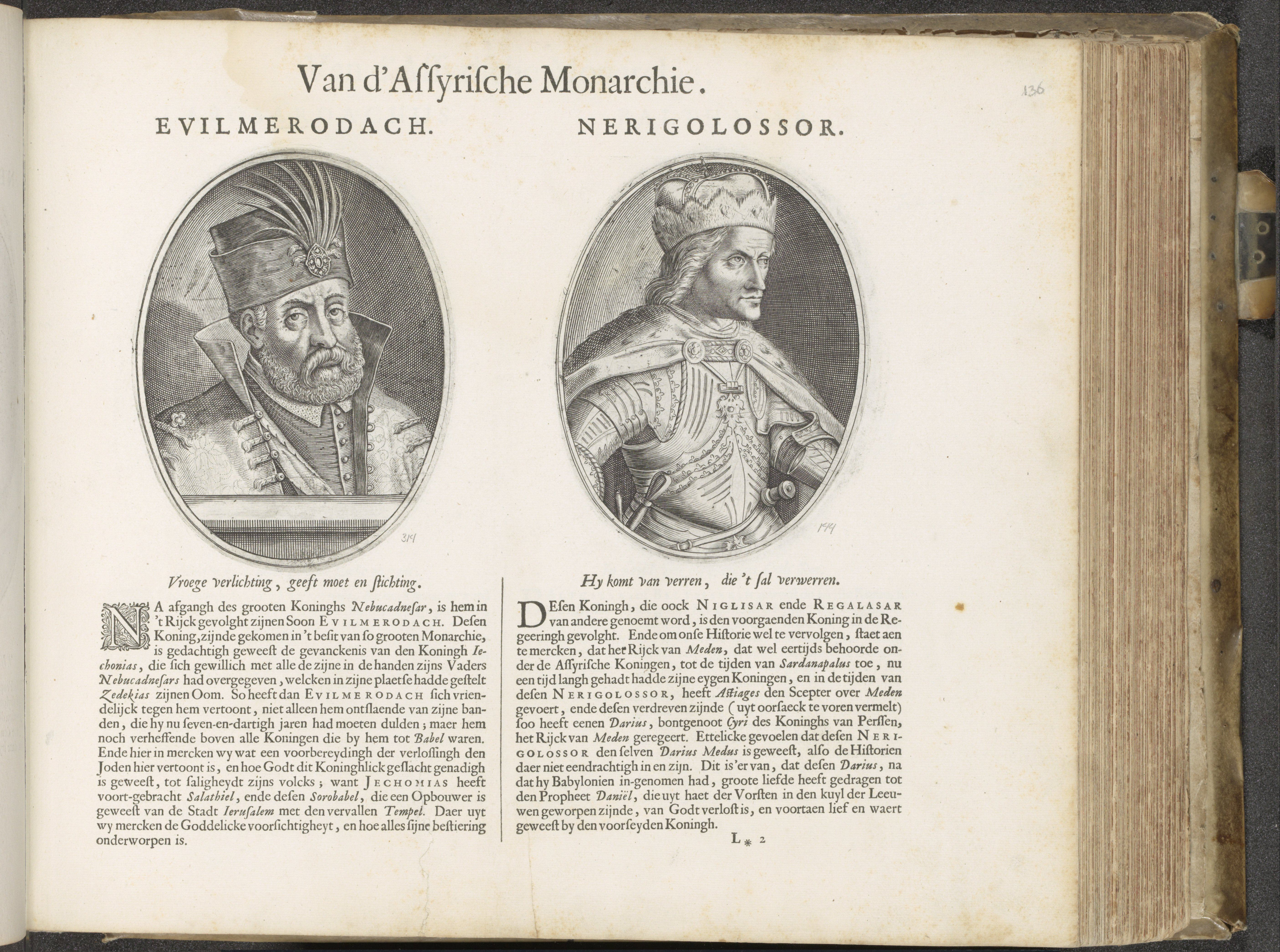
17세기 네리그리사르('네리골로소르')와 그의 전임자인 아멜-마르두크('에빌메로다크')의 초상화

네리그리사르의 영향력은 네부카드네자르의 딸 중 한 명과의 결혼을 통해 더욱 증대되었다. 역사가 데이비드 B. 와이스버그는 1974년에 문제의 딸이 카샤야였을 것이라고 제안했다. 그녀의 이름이 경제 문서에서 네부카드네자르, 네리그리사르, 벨-슘-이쉬쿤의 이름과 함께 나타나기 때문이다. 비록 네부카드네자르의 다른 딸들 대신 카샤야가 네리그리사르의 아내였다는 구체적인 증거는 없지만, 이후의 역사가들, 예를 들어 도널드 와이즈먼과 요나 렌데링은 네리그리사르가 카샤야와 결혼했다는 가설을 받아들였다.
후대 헬레니즘 시대 바빌론 작가이자 천문학자인 베로수스에 따르면, 나부코도노소로스 (네부카드네자르)는 43년의 통치 후 병으로 사망했고, 그의 아들 에우일마라도코스 (아멜-마르두크)가 계승했으며, 그는 "변덕스럽게 통치하고 법을 무시했다." 2년 통치 후, 네리글라사로스 (네리그리사르)는 아멜-마르두크를 상대로 음모를 꾸며 그를 폐위시키고 살해했다. 베로수스의 말을 믿는다면, 네리그리사르가 이 음모의 주모자였다. 아멜-마르두크와 네리그리사르 사이의 갈등은 다른 형태의 경쟁이라기보다는 가족 내 불화였을 가능성이 높다.
네리그리사르가 카샤야 (또는 네부카드네자르의 다른 딸)와 결혼한 것이 왕위 찬탈을 가능하게 했을 것이다. 네리그리사르가 왕이 될 가능성을 크게 높인 요인은 네부카드네자르의 다른 자녀들에 대한 카샤야의 위치였다. 카샤야는 네부카드네자르의 모든 자녀들 중 가장 나이가 많았을 수 있는데, 그녀는 그의 통치 초기 (5년째)에 대부분의 아들들 (대부분 네부카드네자르의 39년–41년째에 기록됨)보다 훨씬 일찍 활동했음이 입증되었기 때문이다. 비록 아들들이 그렇게 늦게 언급된 것이 우연일 수도 있지만, 시간상의 상당한 간격은 아들들이 두 번째 결혼의 산물이었다는 증거로 해석될 수도 있다. 따라서 이 찬탈은 왕실 가족의 더 오래되고 부유하며 영향력 있는 지파 (네부카드네자르의 딸들, 특히 카샤야가 대표)와 덜 확고하고 젊지만 더 정통성 있는 지파 (아멜-마르두크와 같은 네부카드네자르의 아들들이 대표) 사이의 내전의 결과였을 가능성이 있다. 카샤야는 네리그리사르처럼 아버지의 통치 기간 동안 우루크의 부유한 지주로 입증되었다.

## 통치

### 초기 활동
기원전 594년에서 557년 사이의 기간, 즉 네부카드네자르의 통치 말기와 아멜-마르두크, 네리그리사르, 그리고 네리그리사르의 아들이자 후계자인 라바시-마르두크의 통치 기간을 다루는 쐐기문자 자료는 소수에 불과하다. 이 기간의 역사적 재구성은 일반적으로 바빌로니아의 계약서 외에 히브리어, 그리스어, 라틴어의 2차 자료를 따라 당시 발생했던 사건들을 파악한다. 아멜-마르두크의 통치 시기로 날짜가 기재된 마지막 문서는 기원전 560년 8월 7일 바빌론에서 작성된 계약서이다. 4일 후, 네리그리사르 시기로 날짜가 기재된 문서들이 바빌론과 우루크에서 모두 발견되었다. 수도에서 그에게 귀속된 경제 활동이 증가한 것으로 보아, 네리그리사르는 왕위 찬탈 당시 바빌론에 있었다.
왕이 된 후 네리그리사르는 딸 기그툼(Gigītu)을 보르시파의 에지다 신전 관리자이자 영향력 있는 종교 지도자인 나부-슈마-우킨과 결혼시켜 왕위에 대한 통제력을 강화했다. 네리그리사르가 왕이 된 첫 2년간은 거의 기록되지 않았다. 그는 바빌론의 주요 신전인 에사길라의 건설 및 보수 작업을 계속했으며, 왕궁과 유프라테스강 동쪽 강둑을 연례 홍수 후에 보수했다고 알려져 있다.

### 아나톨리아 원정
네리그리사르가 왕이 된 지 3년째인 기원전 557년, 그는 아나톨리아로 성공적인 군사 원정을 이끌었으며, 이 원정은 당시의 연대기 (주로 'ABC 6' 연대기)에 기록되어 있다. 이 원정은 피리두 또는 피린두의 왕인 아푸와슈 (Appuašu)가 시리아를 습격할 계획이라는 소문에 대한 대응이었다. 이 습격을 저지하기 위해 네리그리사르는 군대를 이끌고 후메 (킬리키아 동부, 신아시리아 제국 멸망 이후 바빌로니아의 통제 하에 있었음)로 진격했다. 후메 서쪽 영토 일부를 통치하던 아푸와슈는 바빌로니아군의 진격을 막기 위해 매복과 공격을 준비했지만, 네리그리사르에게 패배하여 킬리키아 해안을 따라 25 킬로미터 (16 mi) 이상 산악 지형을 추격당해 수도 우라에 도달했고, 우라는 네리그리사르에게 점령되고 약탈당했다. 우라의 위치는 오늘날 불분명하지만, 현대의 실리프케 시 근처 어딘가였을 것이다. 이 승리 후, 네리그리사르는 원정을 계속하여 괵수강을 따라 북쪽으로 65km 더 진군하여 키르슈 시를 공격하고 파괴했다 (몇 세기 후에 클라우디오폴리스로 재건되었다).
키르슈를 점령한 후, 네리그리사르는 해안에서 2마일 떨어진 피투수 섬에 대한 수륙 양용 공격을 감행한 다음, 리디아 국경의 살루네 정착지로 이어지는 산악 통로를 황폐화시켰다. 아푸와슈는 네리그리사르의 맹공격에서 벗어났지만, 이 원정은 피린두에 대한 바빌로니아의 통제력을 확보하는 데 성공했으며, 이 작은 왕국을 바빌로니아, 리디아, 메디아 제국 사이의 완충 국가로 만들었다.
ABC 6 연대기에 제시된 원정 기록은 다음과 같다:
피린두의 왕 아푸와슈는 대규모 군대를 모아 시리아를 약탈하고 파괴하러 나섰다. 네리그리사르는 군대를 모아 그에 맞서기 위해 후메로 진격했다.
그가 도착하기 전에 아푸와슈는 자신이 조직한 군대와 기병대를 산골짜기에 매복시켰다. 네리그리사르가 그들에게 도달했을 때 그는 그들에게 패배를 안겨주고 대규모 군대를 정복했다. 그는 군대와 수많은 말을 포획했다. 그는 15 더블 시간의 거리 동안 아푸와슈를 추격하며, 사람들이 한 줄로 걸어야 하는 험난한 산악 지대를 지나 왕도 우라까지 진격했다.
그는 그를 사로잡고 우라를 점령하여 약탈했다. 그가 우라에서 그의 선조의 왕도인 키르시까지 험난한 산과 험한 고개를 6 더블 시간의 거리 동안 진격했을 때, 그는 강력한 도시이자 그의 왕도인 키르시를 점령했다. 그는 그 성벽, 궁전, 그리고 주민들을 불태웠다.
대양 한가운데에 있는 땅인 피투수와 그곳에 주둔한 6천 명의 전투 병력은 배를 이용하여 포획되었다. 그는 그들의 도시를 파괴하고 그들의 주민들을 사로잡았다.
그 해 같은 해에 살루네 고개에서 리디아 국경까지 불을 질렀다. 아푸와슈는 도망쳤으므로 그를 사로잡지 못했다.

기원전 556년 2월, 네리그리사르는 본국으로 돌아왔는데, 이 여정은 약 50일이 걸렸을 것으로 보인다. 그의 원정이 바빌로니아의 핵심 영토에서 멀리 떨어진 곳에서 수행되었다는 것은 그가 메디아 제국의 도움을 받았거나, 원정이 부분적으로 아나톨리아에서 메디아의 영향력 증가에 대항하기 위한 의도였음을 의미할 수 있다.

### 죽음과 계승
네리그리사르는 오래 통치하지 못했다. 네리그리사르의 통치 시기로 날짜가 기재된 마지막 문서는 기원전 556년 4월 12일 바빌론에서 작성된 계약서와 같은 해 4월 16일 우루크에서 작성된 계약서이다. 샤마슈-슘-우킨 (재위 기원전 668년–648년)부터 셀레우코스 왕 셀레우코스 2세 칼리니코스 (재위 기원전 246년–225년)까지의 바빌론 통치자 기록인 우루크 왕 목록 (IM 65066, 왕 목록 5라고도 함)은 네리그리사르의 통치 기간을 3년 8개월로 기록하고 있으며, 이는 네리그리사르가 4월에 사망했을 가능성과 일치한다.
베로수스는 네리그리사르가 4년 동안 통치하다 사망했으며, 그의 아들 라보로소아르도코스(라바시-마르두크)가 왕위를 계승했다고 기록한다. 베로수스는 라바시-마르두크의 통치 기간을 9개월로 잘못 기록하고 있으며 (필경사의 오류일 수도 있음), 라바시-마르두크의 "악한 방식"이 그의 친구들이 그에게 대항하여 음모를 꾸미게 했고, 결국 어린 왕이 맞아 죽게 되었다고 진술한다. 음모자들은 나보니두스를 통치자로 삼기로 합의했다. 우루크 왕 목록은 라바시-마르두크의 통치 기간을 3개월로만 기록하며 바빌로니아의 계약서들은 그가 겨우 두 달밖에 통치하지 않았을 수도 있음을 시사한다. 베로수스는 라바시-마르두크를 어린아이로 언급하지만, 2년 전의 상업 문헌들이 라바시-마르두크가 당시 자신의 일을 책임지고 있었음을 나타내므로, 그가 성인이 되어 왕이 되었을 수도 있다.
라바시-마르두크가 왜 쿠데타(벨사살의 아버지인 나보니두스가 주도)로 폐위되고 살해되었는지는 불분명하다. 그 이유는 라바시-마르두크와 그의 아버지 모두 인맥이 넓고 부유했지만, 결국 귀족 혈통이 없는 평민으로 간주되었을 가능성이 있다. 또한, 네리그리사르는 아내를 통해 네부카드네자르와 연결되어 합법적인 것으로 여겨졌지만, 라바시-마르두크는 네리그리사르의 다른 아내의 아들이었을 수 있으며, 따라서 왕실 왕조와는 전혀 관련이 없었을 수도 있다. 그럼에도 불구하고, 그리고 짧은 통치 기간에도 불구하고, 네리그리사르는 후대 바빌론인들에게 좋게 기억되었다. 나보니두스는 자신의 비문에서 네부카드네자르와 네리그리사르를 자신이 연관되어 있던 좋은 왕들로 특별히 언급한다.

## 칭호
에사길라의 바빌론 복원을 기념하는 그의 비문 중 하나에서 네리그리사르의 칭호는 다음과 같다.
바빌론의 왕 네리그리사르, 경건한 군주, 신 마르두크의 총애를 받는 자, 군주 중의 군주를 경배하는 겸손하고 온순한 자, 지혜롭고 경건한 자, 그의 주인이신 신 나부의 성지를 끊임없이 찾는 자, 베푸는 통치자, 에사길과 에지다에 풍성한 선물을 바치는 자, 제물을 풍부하게 제공하고 그들의 정화 의식이 올바르게 수행되도록 하는 자, 벨-슘-이쉬쿤의 아들, 현명한 군주, 완벽한 전사, 에사길과 바빌론의 보호를 보장하는 자, 강력한 성벽처럼 나라로의 접근을 막는 자, 바로 나이다.

바빌론에서의 대형 건설을 기념하는 또 다른 비문에서 사용된 칭호는 다음과 같다.
바빌론의 왕 네리그리사르, 에사길과 에지다를 복원한 자, 선행을 행하는 자, 그의 영원한 왕국의 행사에 대해 위대한 신들이 결정을 내린 자, 신들 중 으뜸이시며 운명을 결정하시는 신 마르두크가 땅을 다스리는 권한을 결정해 주신 자, 합법적인 상속자이신 신 나부가 "검은 머리 사람들"에 대한 목자직을 수행하기 위해 공정한 홀을 잡게 하신 자, 신들 중 위엄 있는 자이신 신 에라가 백성을 구하고 땅을 살리기 위해 자신의 무기를 주신 자, 바빌론의 왕 벨-슘-이쉬쿤의 아들, 바로 나이다.

## 참고
1. ↑  "Black-headed people" was a designation for the Sumerians, see 수메르.

### 참고 문헌
- Beaulieu, Paul-Alain (1998). 《Ba'u-asītu and Kaššaya, Daughters of Nebuchadnezzar II》. 《Orientalia》 67. 173–201쪽. JSTOR 43076387.
- Beaulieu, Paul-Alain (2006). 〈Berossus on Late Babylonian History〉.   Gong, Y.; Chen, Y. 《Special Issue of Oriental Studies. A Collection of Papers on Ancient Civilizations of Western Asia, Asia Minor and North Africa》. 116–149쪽. OCLC 993444593.
- Beaulieu, Paul-Alain (2016). 〈Neo‐Babylonian (Chaldean) Empire〉. 《The Encyclopedia of Empire》. John Wiley & Sons, Ltd. 1–5쪽. doi:10.1002/9781118455074.wbeoe220. ISBN 978-1118455074.
- Bertin, G. (1891). 《Babylonian Chronology and History》. 《Transactions of the Royal Historical Society》 5. 1–52쪽. doi:10.2307/3678045. JSTOR 3678045. S2CID 164087631.
- Gruenthaner, Michael J. (1949). 《The Last King of Babylon》. 《The Catholic Biblical Quarterly》 11. 406–427쪽. JSTOR 43720153.
- Oppenheim, A. Leo (2003) [1985]. 〈The Babylonian Evidence of Achaemenian Rule in Mesopotamia〉.   Gershevitch, Ilya. 《The Cambridge History of Iran: Volume 2: The Median and Achaemenian Periods》. Cambridge University Press. ISBN 0-521-20091-1.
- Sack, Ronald H. (1978). 《Nergal-šarra-uṣur, King of Babylon as seen in the Cuneiform, Greek, Latin and Hebrew Sources》. 《Zeitschrift für Assyriologie und Vorderasiatische Archäologie》 68. 129–149쪽. doi:10.1515/zava.1978.68.1.129. S2CID 161101482.
- Weiershäuser, Frauke; Novotny, Jamie (2020). 《The Royal Inscriptions of Amēl-Marduk (561–560 BC), Neriglissar (559–556 BC), and Nabonidus (555–539 BC), Kings of Babylon》 (PDF). Eisenbrauns. ISBN 978-1646021079.
- Wiseman, Donald J. (2003) [1991]. 〈Babylonia 605–539 B.C.〉.   Boardman, John; Edwards, I. E. S.; Hammond, N. G. L.; Sollberger, E.; Walker, C. B. F. 《The Cambridge Ancient History: III Part 2: The Assyrian and Babylonian Empires and Other States of the Near East, from the Eighth to the Sixth Centuries B.C.》 2판. Cambridge University Press. ISBN 0-521-22717-8.

### 웹 자료
- Lendering, Jona (2005). “Uruk King List”. 《Livius》. 2020년 8월 13일에 확인함.
- Lendering, Jona (2006). “Neriglissar”. 《Livius》. 2020년 8월 22일에 확인함.
- Mark, Joshua J. (2018). “Nebuchadnezzar II”. 《월드 히스토리 백과사전》. 2020년 8월 24일에 확인함.

| 네리그리사르 푸쿠두 씨족 / 칼데아 왕조 사망: 기원전 556년 |                                |                      |
| 이전 아멜-마르두크                                        | 바빌론의 왕 기원전 560년–556년 | 이후 라바시-마르두크 |